# ТЕС ГПЗ Каррата
20°35′34″ пд. ш. 116°46′47″ сх. д. / 20.59278° пд. ш. 116.77972° сх. д.
ТЕС ГПЗ Каррата — теплова електростанція на північному заході Австралії, що є частиною газопереробного заводу Каррата.
У 1984 році поблизу Дампіра почав роботу ГПЗ Каррата, який з 1989-го доповнили першими лініями зі зрідження природного газу проєкту Норз-Вест-Шельф ЗПГ. Після запуску у 2004 та 2008 роках останніх двох ліній потужність цього комплексу зросла більш ніж удвічі й він став одним з найбільших у світі. Для забезпечення виробничих потреб комплекс має власну електростанцію, основне обладнання якої складають встановлені на роботу у відкритому циклі газові турбіни:
- шість турбін першої черги потужністю по 20 МВт (належать до типу Frame 5, який був розроблений General Electric);
- чотири турбіни другої черги від General Electric типу LM6000 потужністю по 35 МВт.
Як паливо використовують природний газ.
Кожна газова турбіна має димар заввишки 40 метрів.
Видача продукції відбувається під напругою до 33 кВ.